# Straat van Belle Isle
De Straat van Belle Isle (Frans: Détroit de Belle Isle) is een zeestraat in het uiterste oosten van Canada. Het is een noordelijke uitloper van de Saint Lawrencebaai die het eiland Newfoundland scheidt van het schiereiland Labrador.

## Toponymie
De naam betekent in het Frans "straat van het mooie eiland" en slaat op het eiland Belle Isle dat aan de oostelijke ingang van de zeestraat ligt.

## Geografie
De straat is zo'n 125 km lang en maximaal 60 km breed. Tussen Point Amour en het Newfoundlandse dorp Savage Cove is de zeestraat op zijn smalst (17,5 km).
Op het aan het oostelijke uiteinde gelegen Belle Isle na, is de zeestraat bijzonder eilandarm. Enkel vlak bij de kust ligt een beperkt aantal eilanden, waarvan het nabij Blanc-Sablon gelegen Île au Bois (3,15 km²) het grootste is.
Het kustgedeelte aan de Labradorse zijde van de zeestraat staat bekend als de Labrador Straits.

### Plaatsen
Hieronder staan de tien grootste plaatsen die aan de zeestraat gelegen zijn vermeld (volkstelling 2016):
1. Blanc-Sablon (1.112), Quebec
2. L'Anse-au-Loup (558), Labrador
3. Forteau (409), Labrador
4. Savage Cove-Sandy Cove-Shoal Cove East (404), Newfoundland
5. Anchor Point (314), Newfoundland
6. Flower's Cove (270), Newfoundland
7. L'Anse-au-Clair (216), Labrador
8. Forresters Point (208), Newfoundland
9. Green Island Cove-Pines Cove (204), Newfoundland
10. Bird Cove (179), Newfoundland

## Scheepvaart

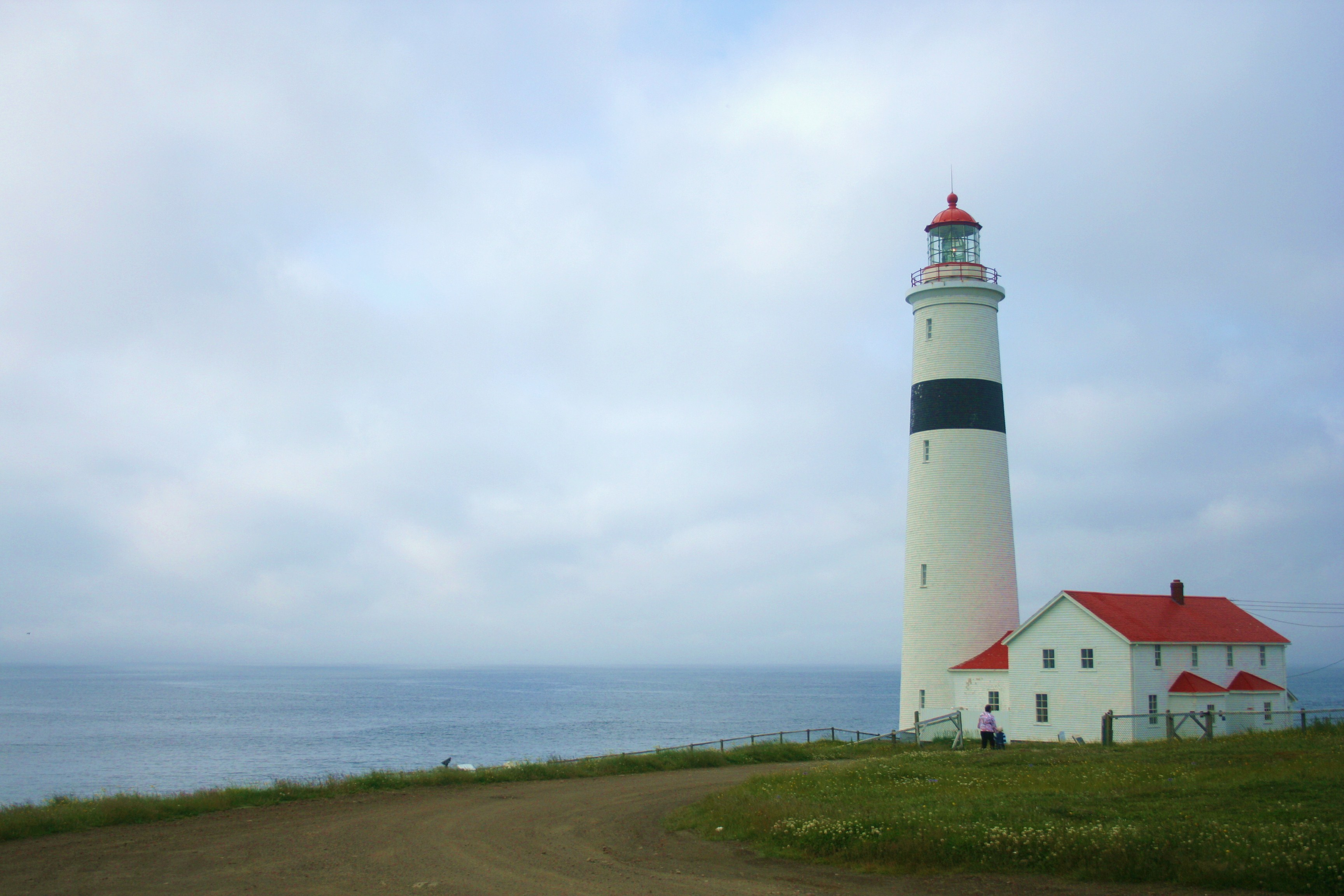
De vuurtoren van Point Amour met de Straat van Belle Isle op de achtergrond

Sinds het midden van de 19e eeuw is de Straat van Belle Isle een belangrijke trans-Atlantische scheepvaartroute geworden. De zeestraat is echter een gevaarlijke route vanwege zijn relatieve nauwheid, sterke stromingen, variabele weersomstandigheden en zee-ijs dat er acht à tien maanden per jaar voorkomt. Daarom werd in 1857 op het smalste punt de vuurtoren van Point Amour gebouwd.
Op 8 augustus 1922 liep de HMS Raleigh aan de grond ter hoogte van Point Amour tijdens een tocht van Hawke's Bay naar Forteau doorheen dichte mist. 12 bemanningsleden kwamen om het leven.
Tussen St. Barbe en het in Quebec gelegen Blanc-Sablon wordt een veerbootverbinding verzorgd.